# Grenzkriege

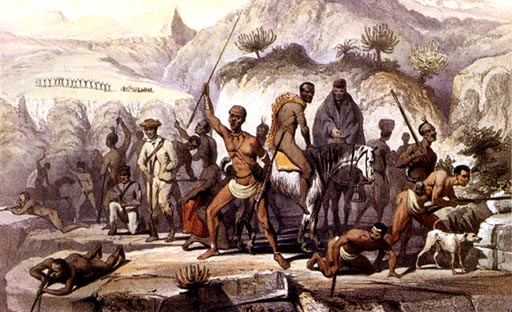
Xhosa, Khoikhoi und einige Deserteure im Achten Grenzkrieg in einer Stellung am Waterkloof

Die Grenzkriege, auch Kapgrenzkriege, Xhosakriege oder – veraltet – Kaffernkriege genannt, waren neun aufeinanderfolgende Kriege zwischen Xhosa und europäischstämmigen Siedlern der Kapkolonie in der heutigen südafrikanischen Provinz Ostkap. Sie fanden zwischen 1779 und 1879 statt.
Im Vierten Grenzkrieg nutzten die Xhosa erstmals Feuerwaffen, später auch Guerillataktiken. Trotzdem verloren sie schrittweise ihr Territorium und wurden Teil des britischen Empire, dessen Kriegseintritt den Beginn des modernen Kolonialismus in Afrika markiert. Das Kriegsziel der Kap-Truppen war die Gewinnung von Siedlungsraum und die Vertreibung der dort lebenden Xhosa. Zu den Kriegsparteien gehörten neben Xhosa und Briten Buren, Khoikhoi und andere Ethnien. So kämpften die Mfengu, die heute zu den Xhosa zählen, auf Seiten der Siedler.

## Vorgeschichte
Die Zahl der europäischen Siedler in der Kapprovinz nahm im 18. Jahrhundert zu, so dass sie von Kapstadt aus immer weiter ostwärts drängten, wo es fruchtbare Weidegründe und Ackerland gab. Dort siedelten jedoch Xhosa. In der zweiten Hälfte des 18. Jahrhunderts trafen die Siedler in der Nähe des Great Fish River auf die Xhosa. Mit knapper werdenden Weidegründen kam es auf beiden Seiten zu Viehdiebstählen und Vergeltungsmaßnahmen. Dazu kamen europäische Missionare, denen die Xhosa-Anführer feindlich gesinnt waren, da sie das traditionelle Herrschaftssystem untergraben wollten.

## Grenzkriege

### Erster Grenzkrieg
Der Erste Grenzkrieg fand von 1779 bis 1781 statt. Er wurde ausgelöst durch die Erschießung eines Xhosa durch einen Buren im Gebiet Bosberg, nahe dem heutigen Somerset East. Die burischen Siedler hatten den Vorteil der Bewaffnung mit Schusswaffen und der Pferde, während die Xhosa sich besser in der Gegend auskannten und zahlreiche erfahrene Krieger in ihren Reihen hatten. Die Siedler organisierten sich in kleinen Milizen, konnten sich aber nicht erlauben, die Xhosa lange zu verfolgen, da sie so ihre Farmen nicht verteidigen konnten. Beide Seiten mussten sich um die Landwirtschaft mit ihrem festen Jahresablauf kümmern, besonders während der Erntezeit.
Nach dem ersten Krieg wurde eine Grenze zwischen dem Great Fish River und dem Sundays River eingerichtet.

### Zweiter Grenzkrieg
Der zweite Krieg dauerte von 1789 bis 1793. Er begann mit Auseinandersetzungen verschiedener Xhosa-Gruppen. Dabei drangen sie auf das Zuurveld vor, das Gebiet zwischen dem Great Fish River und dem Sundays River. Obwohl die Buren bis zum Buffalo River vordringen konnten, blieb das Zuurveld in der Hand der Xhosa. Im Friedensvertrag wurde die Grenze nach Westen zum Sundays River verlegt.

### Dritter Grenzkrieg
Von 1799 bis 1803 fand der Dritte Grenzkrieg statt. 1795 war es zu Rebellionen der Buren in Graaff-Reinet und Swellendam gekommen, die zur Gründung kurzlebiger Burenrepubliken führten. Eine zweite Rebellion in Graaff-Reinet löste 1799 den Dritten Grenzkrieg aus. Khoikhoi verbündeten sich mit Xhosa und überfielen Farmen von Siedlern. Sie drangen bis Oudtshoorn vor. Die Regierung der Batavischen Republik, zu der die Kapregion damals gehörte, befürchtete eine ausgedehnte Khoikhoi-Revolte und schloss 1803 einen Friedensvertrag, der die Grenze am Sundays River bestätigte. Das Vereinigte Königreich annektierte die Kapkolonie 1806. Die nachfolgenden Feldzüge gegen die Xhosa hatten auch die Aufgabe, die Vorherrschaft der Briten über die Buren zu sichern.

### Vierter Grenzkrieg
Der vierte Krieg dauerte von 1811 bis 1812. Es war der erste Krieg, in dem britische Berufssoldaten fochten. Das Zuurveld war zu einer Pufferzone geworden, mit den Briten und Buren im Westen und den Xhosa im Osten. Bis 1811 hatten Xhosa das Gebiet besetzt. Oberst John Graham hatte die Aufgabe, die Xhosa aus dem Zuurveld zu vertreiben. Er führte eine gemischte Truppe aus Berufssoldaten und Freiwilligen und schlug die Xhosa Anfang 1812, so dass die 20.000 Xhosa das Gebiet räumen mussten.
An der Stelle seines Hauptquartiers entstand die nach ihm benannte Garnisonstadt Grahamstown.

### Fünfter Grenzkrieg
Der fünfte Krieg dauerte von 1818 bis 1819. Er war auch als „Nxele-Krieg“ bekannt. 1817 war es zu Auseinandersetzungen zwischen der Regierung der Kapkolonie und Xhosa über Viehdiebstähle gekommen. Zwischen den Ngqika (auch Gaika) und den Gcaleka, beide zu den Xhosa gehörig, brach wegen der Überbevölkerung ein Krieg aus. Da die Kapbehörden mit den Ngqika ein Verteidigungsabkommen geschlossen hatten, kamen sie ihnen 1818 zu Hilfe.
Der Xhosa-Prediger und -anführer Makhanda Nxele (auch Maqana oder Makana Nxele) versprach, feindliche Gewehrkugeln in Wasser zu verwandeln. Er führte die Xhosa-Gruppe der Ndlambe in mehreren Attacken an. Am 22. April 1819 griff er mit 10.000 Mann Grahamstown an, das damals von einer 350 Mann starken Garnison gehalten wurde. Erst nachdem die Briten Unterstützung durch eine Khoikhoi-Gruppe unter Jan Boesak erhalten hatte, konnten sie die Belagerung abwehren. Dabei starben rund 1000 Xhosa. Makhanda wurde gefangen genommen und auf Robben Island bei Kapstadt inhaftiert. Diesmal drängten die Briten die Xhosa noch weiter ostwärts auf das Gebiet jenseits des Keiskamma River zurück. Das Land zwischen Great Fish River und Keiskamma River wurde zur Pufferzone, wo die Briten versuchten, loyale Afrikaner anzusiedeln. 1819 mussten die westlichen Xhosa Ngqika – den Anführer der Ngqika – als Oberhaupt anerkennen. 1820 wurde der Albany District um Grahamstown gegründet und von rund 4000 aus dem Vereinigten Königreich zugewanderten Briten – den „Siedlern von 1820“ – besiedelt. Als einziger Bereich des Zuurveldes war das Tyhume-Tal bis zu ihrer Vertreibung 1833 von Xhosa bewohnt.

### Sechster Grenzkrieg

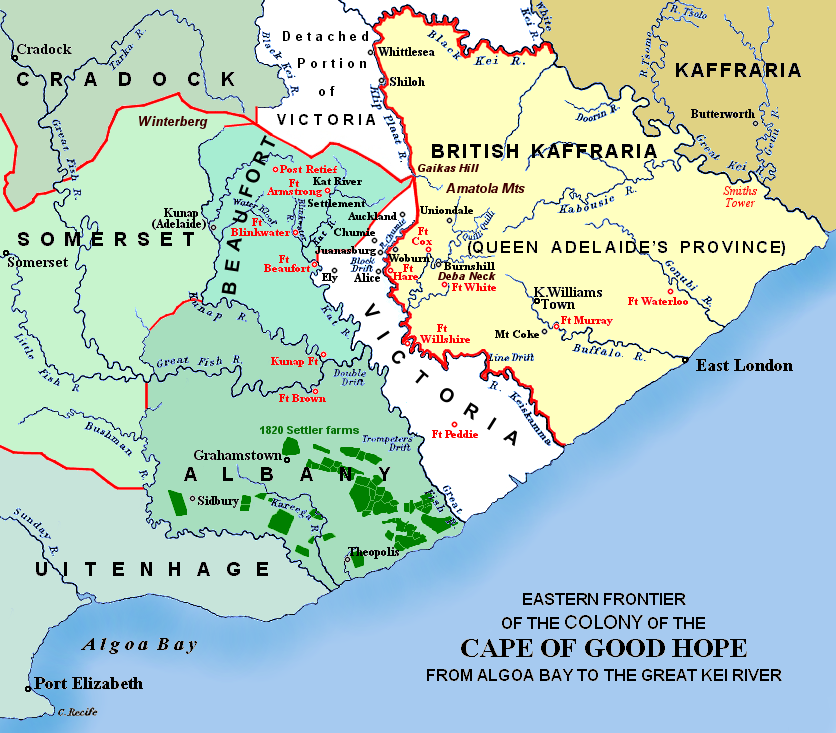
Die Grenzregion um 1835
Harry Smith
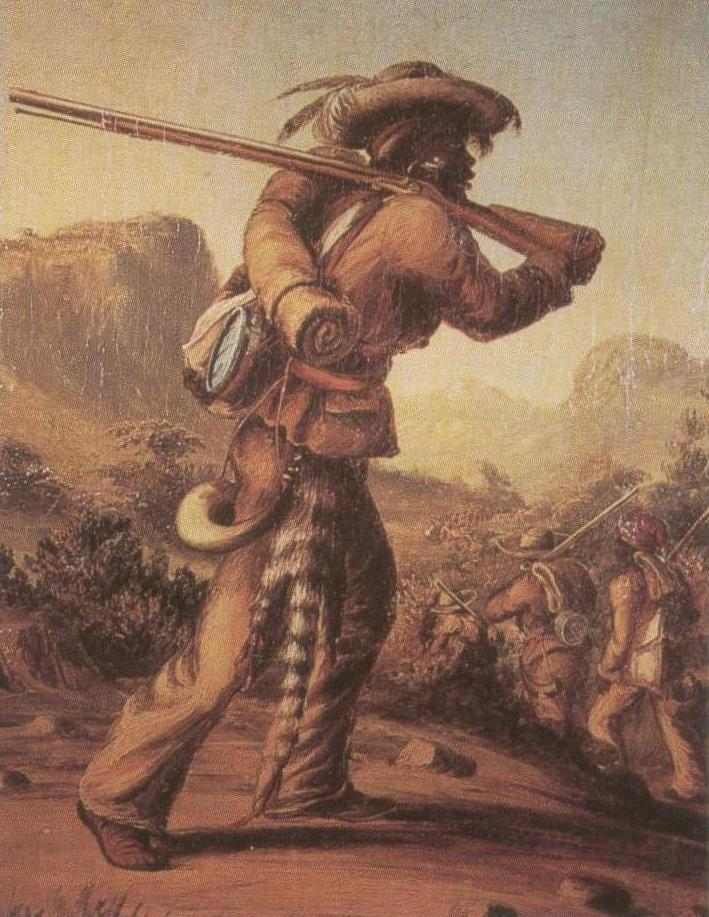
Mfengu-Soldat
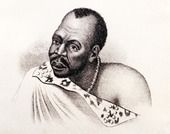
Hintsa ka Khawuta
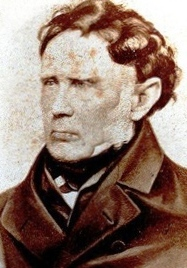
Andries Stockenström

Der sechste Krieg dauerte von 1834 bis 1836. Bei den Xhosa ist er als „Hintsas Krieg“ bekannt, nach Hintsa ka Khawuta, einem Xhosa-Oberhaupt, der von einem Briten erschossen wurde.
An der Ostgrenze der Kapkolonie gab es weiterhin Unruhen. Die Xhosa wurden von Norden durch die Mfecane der expandierenden Zulu bedrängt. Zugleich wurde in der Grenzregion zwischen den dort lebenden Ethnien Handel getrieben. Es kam erneut zu Viehdiebstählen. 1834 tötete eine Kommandoeinheit der Kapkolonie einen hochrangigen Xhosa. Im Gegenzug marschierten 10.000 Xhosa unter Maqosa, einem Bruder des Getöteten, in die Kapkolonie ein und verwüsteten zahlreiche Anwesen in der Grenzregion. Besonders hart traf es eine Gruppe von Khoikhoi, die 1829 aus der Sklaverei entlassen und im Tal des Kat River angesiedelt worden waren. Viele Europäer und Khoikhoi flüchteten nach Grahamstown, Frauen und Kinder verschanzten sich in der dortigen Kirche.
Kommandos der Buren unter Piet Retief schlugen die Xhosa in den nördlich gelegenen Winterbergen. Außerdem bildeten sich Kommandos der Burgher, der Khoikhoi und der Briten, deren Truppen über die Algoa Bay in das Kriegsgebiet kamen. Unter Harry Smith erreichten die Briten Grahamstown am 6. Januar 1835, sechs Tage nachdem die Nachricht von der Belagerung der Stadt in Kapstadt bekanntgeworden war. Von Grahamstown aus wurde nun der Krieg gegen die Xhosa geführt. Die Xhosa erlitten mehrere Niederlagen. Die meisten Oberhäupter kapitulierten, Maqoma und Tyali zogen sich jedoch in die Amathole-Berge zurück.
Der britische Gouverneur Sir Benjamin D’Urban glaubte fälschlich, dass Hintsa ka Khawuta, Oberhaupt der Gcaleka, Oberhaupt aller Xhosa sei, und machte ihn für den Überfall auf die Kapkolonie verantwortlich. D’Urban marschierte mit einer Streitmacht über den Great Kei River zur Residenz Hintsas nahe dem späteren Butterworth, um ihm einen Friedensvertrag aufzuzwingen. Demnach wurde das Land jenseits des Keiskamma River, bis zum Great Kei River, als Provinz „Queen Adelaide Province“ von den Briten annektiert. Die Einwohner des Gebiets wurden britische Staatsbürger. Als Hauptstadt der Provinz diente King William’s Town. In der Provinz wurden loyale Afrikaner angesiedelt, darunter die Mfengu (auch Fengu oder Fingo), die vor den Zulu-Armeen geflohen waren und danach unter Xhosa-Herrschaft gelebt hatten. Magistrate wurden ernannt, die zusammen mit europäischen Missionaren die Machtstellung der Xhosa-Oberhäupter schwächen sollten. Die Kampfhandlungen kamen am 17. September 1836 zum Stillstand. Obwohl Hintsa von den Briten während der Vertragsverhandlungen Immunität zugesichert worden war, fühlte er sich als Opfer, zumal er für die Viehdiebstähle haften sollte. Er versuchte, am Nqabarha River zu Pferd zu fliehen, wurde aber eingeholt und erschossen. Hintsas Ohren wurden abgeschnitten. Diese Aktion führte zu großem Ärger bei der britischen Regierung in London, die D’Urban haftbar machte. Auch bei den Xhosa führte dies zur jahrzehntelangen Feindschaft gegenüber den Briten.
Nach dem Krieg waren 7000 Menschen in der Region obdachlos. Die Ansiedlung der Mfengu hatte weitreichende Konsequenzen. Als Verbündete der Kapkolonie erhielten sie Feuerwaffen. In den folgenden Kriegen kämpften sie als gleichberechtigte Soldaten neben den Briten. Der sechste Xhosakrieg war aber auch der Auslöser für das Manifest des Piet Retief und den darauffolgenden Großen Treck der Buren nach Norden. Der britische Kolonialminister Lord Glenelg hatte die Buren beschuldigt, durch ihre Rachefeldzüge gegen Viehdiebe den Krieg ausgelöst zu haben. Die Buren verloren daraufhin das Vertrauen in das britische Rechtssystem und übten Selbstjustiz.
Die Ausdehnung und Bildung der Provinz Queen Adelaide wurde von London als unwirtschaftlich angesehen. Die Provinz wurde im Dezember 1836 von der Kapkolonie abgetrennt und die Grenze wieder zum Keiskamma River zurückgesetzt. Neue Verträge legten fest, dass Xhosa-Oberhäupter für die Ordnung östlich des Great Fish River zuständig sein sollten. Nach dem Krieg führte der Gouverneursleutnant der östlichen Kapkolonie, Sir Andries Stockenström, eine neue Grenzpolitik ein. Er schloss Verträge mit den Xhosa, die die Grenze sichern sollten und gestohlenes Vieh zu den Eigentümern bringen lassen sollten. Personen auf beiden Seiten wurden als Botschafter eingesetzt, die Eroberung von Xhosa-Land wurde verboten. Auch wurde den Xhosa Land zurückgegeben, das im letzten Krieg annektiert worden war. So gab es eine fast zehn Jahre lange Friedensperiode.
Das System wurde brüchig, als die Siedler sich unter ihrem Anführer Robert Godlonton sammelten, der das Vertragssystem Stockenströms angriff und die Inbesitznahme von Xhosa-Land erlaubte. Stockenström wurde schließlich entlassen und sein Vertragswerk vom neuen Gouverneur Maitland für nichtig erklärt.

### Siebter Grenzkrieg

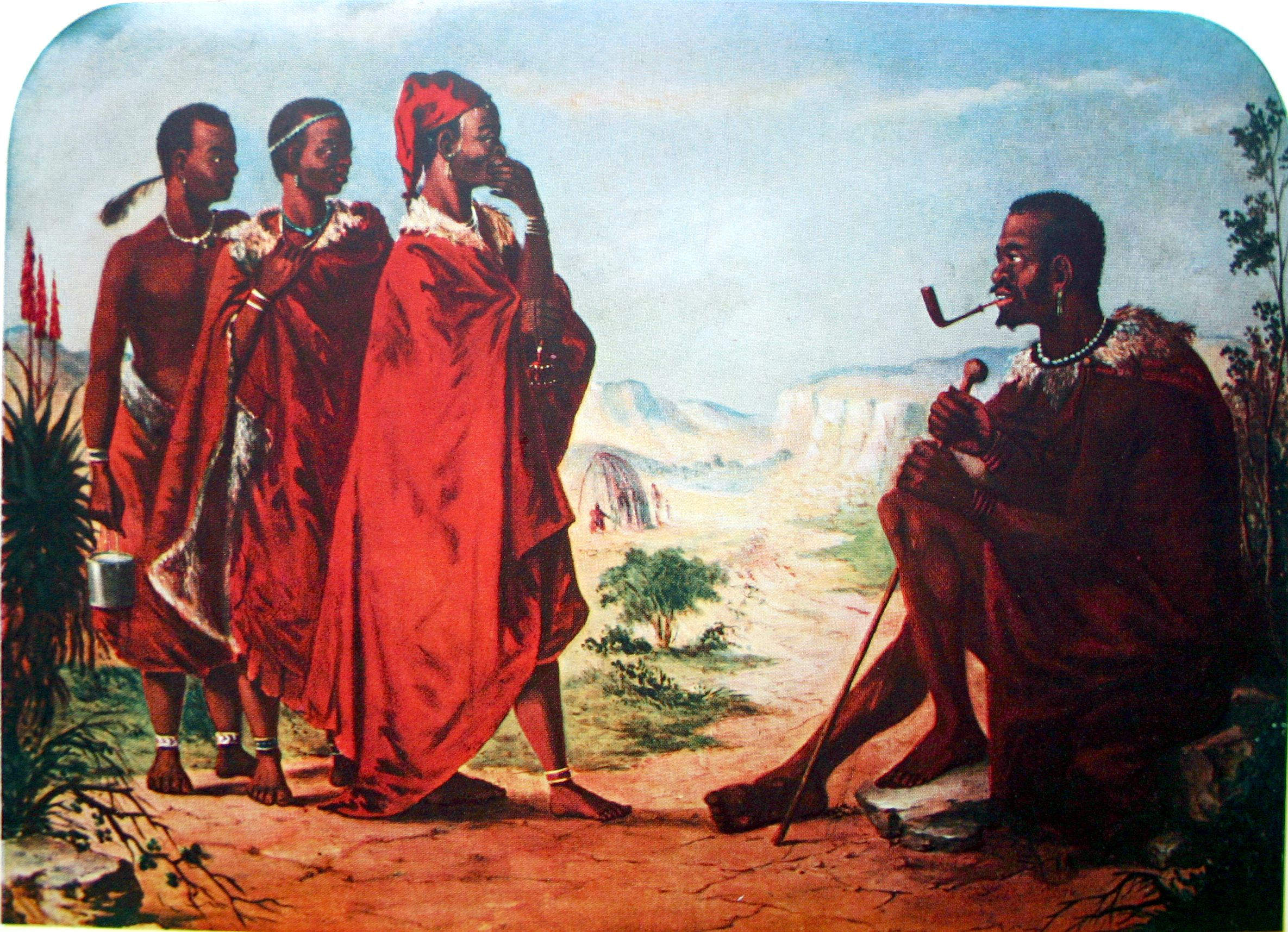
Mgolombane Sandile (rechts)

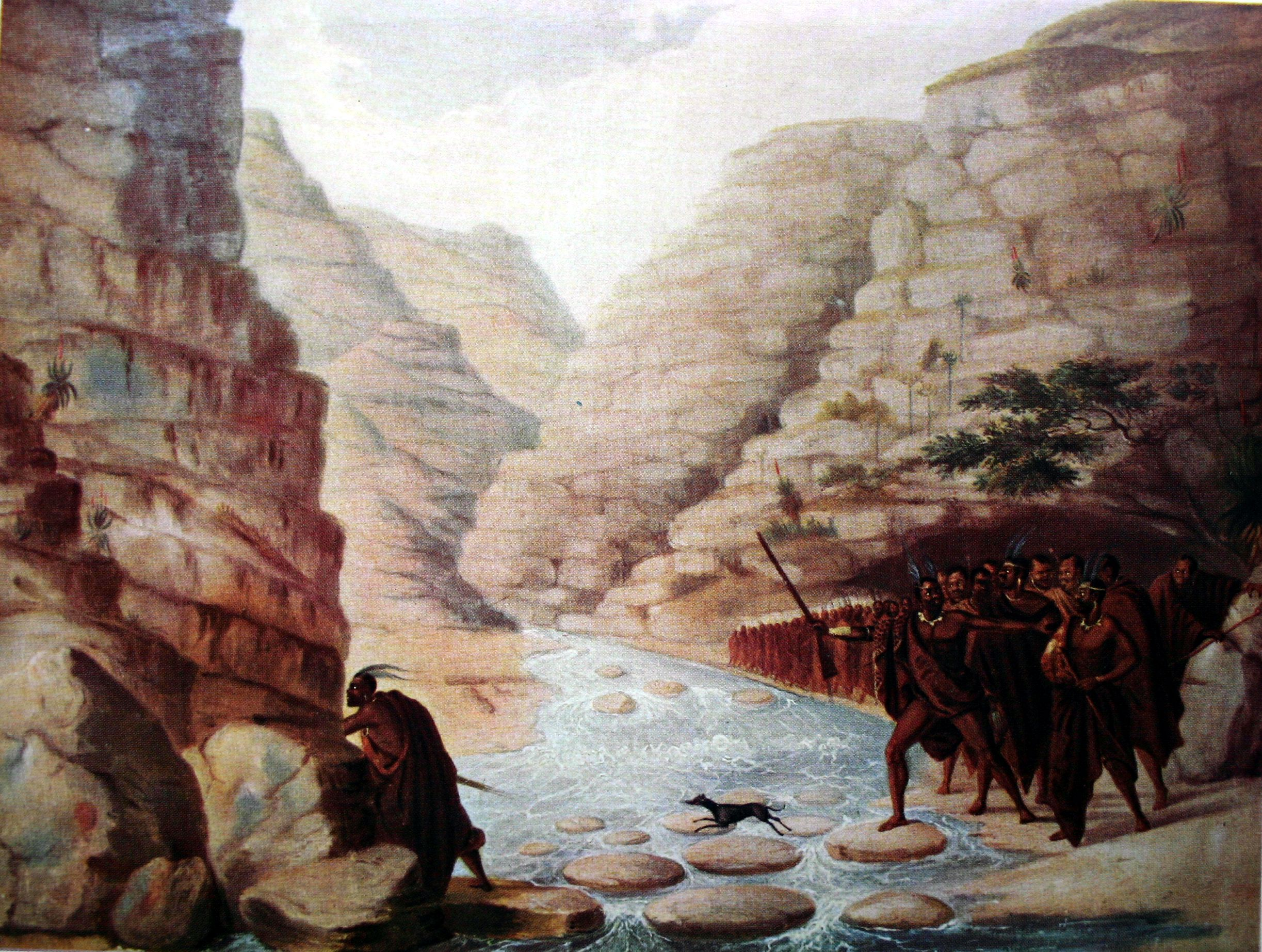
Xhosa-Kämpfer an einer Schlucht im Grenzgebiet

Der Siebte Grenzkrieg dauerte von 1846 bis 1847 und wurde auch als „Krieg der Axt“ oder „Amatola-Krieg“ bekannt.
Auf Seiten der Kapkolonie waren britische Soldaten involviert, die aus Großbritannien geschickt worden waren, und Gruppen unterschiedlicher Hautfarbe, die Burgher-Kräfte, in denen Khoikhoi, Mfengu, britische Siedler und Buren vereint waren, die von Andries Stockenström angeführt wurden. Die Beziehungen zwischen den britischen Truppen und den örtlichen Kräften verschlechterten sich während des Krieges.
Bei den Xhosa kämpften vor allem die Ngqika (auch Gaika), unterstützt von Ndlambe und Thembu. Die Xhosa hatten rund zehn Mal so viele Soldaten zur Verfügung und nutzten erstmals moderne Feuerwaffen. Die Taktik der verbrannten Erde wurde auf beiden Seiten eingesetzt. Nach dem Ende von Stockenströms Vertragssystem kam es auf beiden Seiten der Grenze verstärkt zu Auseinandersetzungen zwischen Landwirten und Viehdieben. Gouverneur Maitland zwang den Xhosa neue, ungünstigere Bedingungen auf, während die Xhosa unter einer Dürre litten. Godlonton agitierte für eine Rückholung der an die Xhosa abgetretenen Gebiete.
Casus Belli war ein Streit über einen Überfall. Ein Khoikhoi brachte einen gefesselten Xhosa nach Grahamstown, um ihn vor Gericht zu stellen. Er wurde beschuldigt, eine Axt gestohlen zu haben. Der Khoikhoi wurde angegriffen und getötet. Als die Xhosa sich weigerten, den Mörder auszuliefern, brach der Krieg im März 1846 aus.
Die britischen Truppen erlitten anfangs Niederlagen. Eine britische Abteilung, die das Oberhaupt der Ngqika, Mgolombane Sandile (auch Sandili), konfrontieren sollte, wurde vorübergehend in den Amathole-Bergen aufgehalten. Dabei konnten die Xhosa die Mitte des fünf Kilometer langen Wagenzugs angreifen und den Vorrat an Wein und anderen Nahrungsmitteln erbeuten. Zahlreiche Xhosa marschierten anschließend über die Grenze, während die Briten ihre Außenposten aufgaben. Nur die örtlichen Fengu verteidigten ihre Dörfer gegen die Xhosa. Am 28. Mai 1846 griffen rund 8000 Xhosa die letzte verbliebene Garnison der Briten im Grenzgebiet, Fort Peddie, an. Sie mussten sich aber nach einem langen Schusswechsel mit den Briten und Mfengu zurückziehen und marschierten Richtung Grahamstown. Am 7. Juni erlitten jedoch die Ndlambe durch den britischen General Henry Somerset in der Nähe von Fort Peddie eine Niederlage. Beide Kriegsparteien litten unter einer Dürre. Die Briten riefen Stockenström und seine Burgher-Kräfte zu Hilfe. Diese erwiesen sich aufgrund ihrer Ortskenntnis als sehr effektiv.
Nachdem Stockenström den Ngqika einigen Niederlagen beigefügt hatte, überquerte er mit einer kleinen Gruppe berittener Soldaten die Grenze und drang in das Gebiet der Xhosa ein. Sie erreichten den Kraal des Oberhaupts aller Xhosa, Sarhili (auch Kreli). Sarhili und seine Heerführer stimmten zu, Stockenström mit dessen Kommandeuren unbewaffnet auf einem nahen Berggrat zu treffen. Stockenström verlangte von Sarhili, die volle Verantwortung für die Kriegshandlungen aller Xhosa zu übernehmen. Sarhili verpflichtete sich vertraglich trotz seiner geringen Einflussmöglichkeiten auf die Grenzregion, gestohlenes Vieh zurückzugeben und den Anspruch der Ngqika auf das Gebiet westlich des Great Kei River aufzugeben. Auch wollte er die Ngqika von weiteren Angriffen auf die Kapkolonie abhalten. Einer der Kommandeure war John Molteno, später der erste Premierminister der Kapkolonie.
Der britische General Peregrine Maitland lehnte den Vertrag ab und schickte Sarhili einen beleidigenden Brief, in dem er mehr Unterwürfigkeit verlangte. Stockenström und seine Männer zogen sich erbost aus dem Krieg zurück, so dass er von Briten und Xhosa fortgeführt wurde. Die herrschende Dürre, Infektionskrankheiten und die Praxis der verbrannten Erde schwächten beide Armeen. Schließlich gab es heftige Regenfälle, die das Land unpassierbar machten. Der Krieg wurde fortgesetzt, bis Sandile bei Verhandlungen gefangen genommen wurde und nach Grahamstown gebracht wurde. Obwohl er kurz darauf freigelassen wurde, beendeten die Xhosa nach 21 Monaten die Kampfhandlungen. Am 23. Dezember 1847 verkündete Gouverneur Henry George Wakelyn Smith, genannt Harry Smith, die erneute Annexion des Gebietes zwischen Keiskamma und den Kei Rivers. Es wurde aber nicht der Kapkolonie angegliedert, sondern wurde zur Kronkolonie Britisch-Kaffraria erklärt, mit King William’s Town als Hauptstadt.

### Achter Grenzkrieg

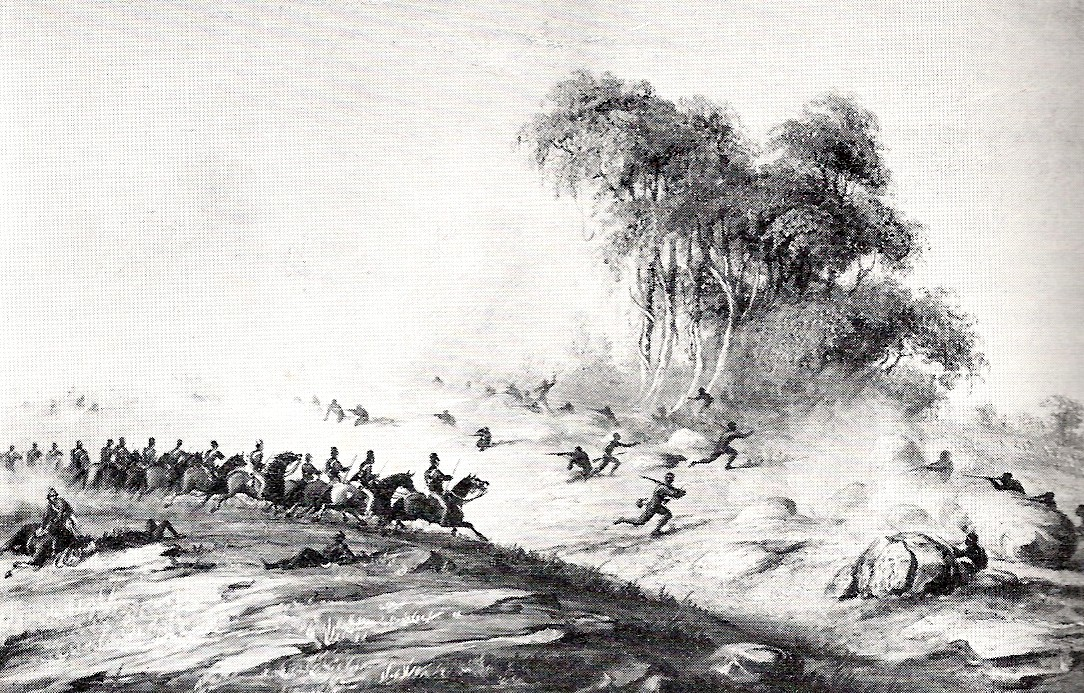
Die Cape Mounted Riflemen im Achten Grenzkrieg bei Waterkloof
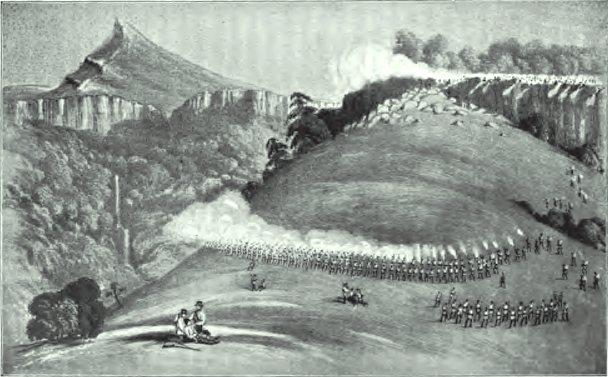
Darstellung eines Schusswechsels, als britische Truppen versuchten, Sandiles Stellung in den Amathole-Bergen zu stürmen
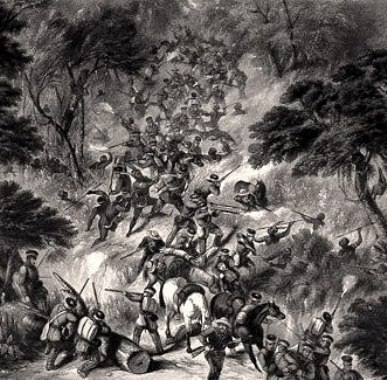
Britische Soldaten (74th Highlanders) unter Beschuss in den Wäldern von Waterkloof
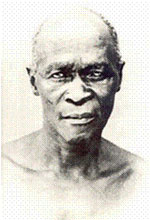
Maqoma, militärischer Xhosa-Führer in mehreren Kriegen

Der achte Krieg, auch „Mlanjenis Krieg“, dauerte von 1850 bis 1853. Zahlreiche Xhosa mussten auf Veranlassung Harry Smith’ ostwärts nach Britisch-Kaffraria ziehen, wo es bald zu einer Überbevölkerung kam. Andere Xhosa, die Bürger der Kapkolonie blieben, wurden in den Städten angesiedelt, um dort den europäischen Lebensstil anzunehmen. Smith griff auch den Oranje-Freistaat an und annektierte ihn, so dass die Burghers sich von ihm abwandten. Smith erhob hohe Steuern und verkleinerte die Armee der Kapkolonie auf weniger als 5000 Mann. Der Juni 1850 war außergewöhnlich kalt und regenarm. Smith verfügte, dass die Xhosa aus der Kat-River-Region deportiert werden sollten.
Der Krieg wurde als „Mlanjenis Krieg“ bekannt, nach dem Propheten Mlanjeni, der zu den heimatlosen Xhosa gehörte und weissagte, dass die Xhosa vor den Kugeln der Kolonialherren immun seien. Viele Xhosa verließen daraufhin ihre Wohnorte und sammelten sich in ihren angestammten Gebieten. Smith traf mehrere Oberhäupter, da er sie für die Weissagungen verantwortlich machte. Sandile weigerte sich, dies zu akzeptieren, so dass Smith ihn absetzte. Am 24. Dezember 1850 wurde eine Abteilung von 650 britischen Soldaten von Xhosakriegern am Boomah-Pass überfallen. Sie mussten sich zum Fort White zurückziehen; 42 Briten starben oder wurden verwundet. Am 1. Weihnachtsfeiertag drangen Xhosa in die Städte ein, scheinbar um an den Feierlichkeiten teilzunehmen. Auf ein Signal hin überfielen sie aber die Stadtbewohner und töteten viele von ihnen. Daraufhin nahmen die Ngqika erneut am Krieg teil.
Gouverneur Smith wurde durch einmarschierende Xhosa in Fort Cox isoliert. Der britische Stützpunkt bei Line Drift wurde überrannt. Gleichzeitig rebellierten die Khoikhoi in den Tälern von Blinkwater River und Kat River unter Hermanus Matroos, der Xhosa- und Khoikhoi-Eltern hatte. Sie eroberten Fort Armstrong. Zahlreiche Mitglieder der paramilitärischen Kaffir Police, die Viehdiebstähle bekämpfen sollten, liefen zu den Xhosa über. Smith konnte sich schließlich mit Hilfe eines Teils der Cape Mounted Riflemen aus Fort Cox freikämpfen, hatte aber kaum noch Bündnispartner. Trotzdem erlitten die Xhosa einige Rückschläge. Sie wurden bei Angriffen auf Fort White und Fort Hare zurückgeschlagen. Am 7. Januar 1851 griffen die Truppen von Hermanus vergeblich die Stadt Fort Beaufort an, wobei Hermanus getötet wurde.
Ende Januar erhielten die Briten Verstärkung aus Kapstadt. Von King William’s Town gelang es, die belagerten Forts White, Cox und Hare zu erreichen und zu versorgen. Die Reste von Hermanus’ Truppen wurden in Fort Armstrong besiegt und westwärts in die Amathole-Berge getrieben. Weitere britische Truppen erreichten das Kampfgebiet und erzielten militärische Erfolge. 1852 sank das Schiff HMS Birkenhead auf dem Weg in das Kampfgebiet bei Gansbaai. Über 400 britische Soldaten starben.
Eingedrungene Xhosa, geführt von Maqoma, setzten sich im bewaldeten Waterkloof fest. Von dort überfielen sie umliegende Farmen und setzten sie in Brand. Maqomas Stützpunkt befand sich am Mount Misery, einer natürlichen Festung auf einem schmalen Grat zwischen Waterkloof und Harry’s Kloof. Dort hielten sie sich zwei Jahre lang. Maqoma führte auch einen Angriff auf Fort Fordyce an, der zu schweren Verlusten auf Seiten der britischen Truppen von Harry Smith führte. Im Februar 1852 wurde Smith abgesetzt und im März durch George Cathcart abgelöst, weil Smith für einen großen Teil der Gewalt verantwortlich gemacht wurde. Cathcart gelang es, die Xhosa-Rebellen zu besiegen, so dass Sandile und die anderen Oberhäupter im Februar 1853 kapitulierten. Der achte Krieg war der Grenzkrieg mit den meisten Opfern. Er endete mit einer vollständigen Niederlage der Xhosa westlich des Kei River.
1856 begann die Viehtötung der Xhosa. Anfangs wurde die Prophezeiung eines Mädchens ignoriert. Als aber Sarhili selbst sein Vieh tötete, taten es ihm viele Xhosa nach. Die Behörden der Kapkolonie, die Unruhen voraussahen, konnten dies nicht verhindern. Die Rückkehr der Vorfahren war für den 18. Februar 1857 angesetzt. Anschließend setzte eine Hungersnot ein, bei der das Land so entvölkert wurde, dass zahlreiche Europäer in den verlassenen Gebieten siedeln konnten.

### Neunter Grenzkrieg

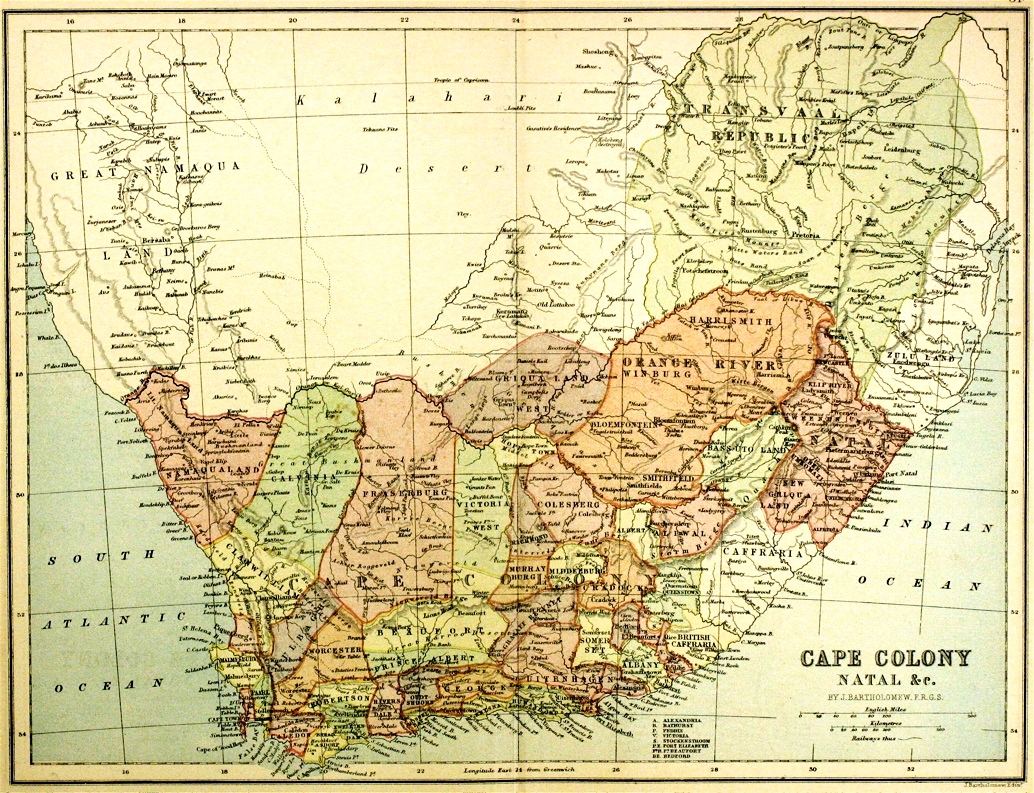
Das südliche Afrika vor dem letzten Grenzkrieg (1876)
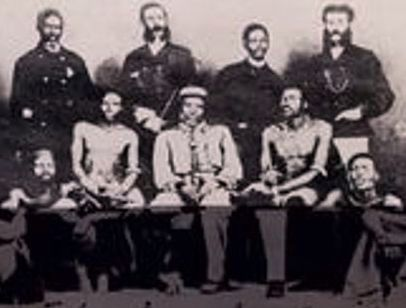
Sarhili (Mitte, sitzend) mit Beratern
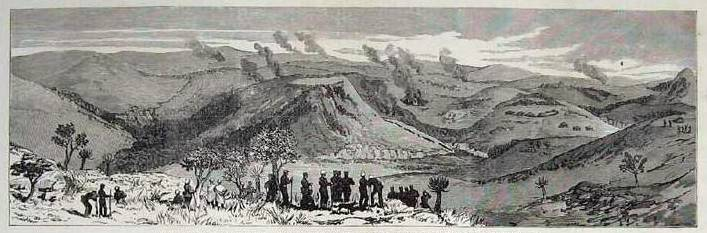
Milizen der Kapkolonie (Mfengu und Buren) an der Grenze (1878)
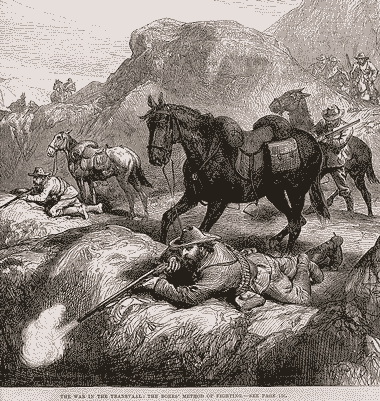
Berittene Kommandos der Buren
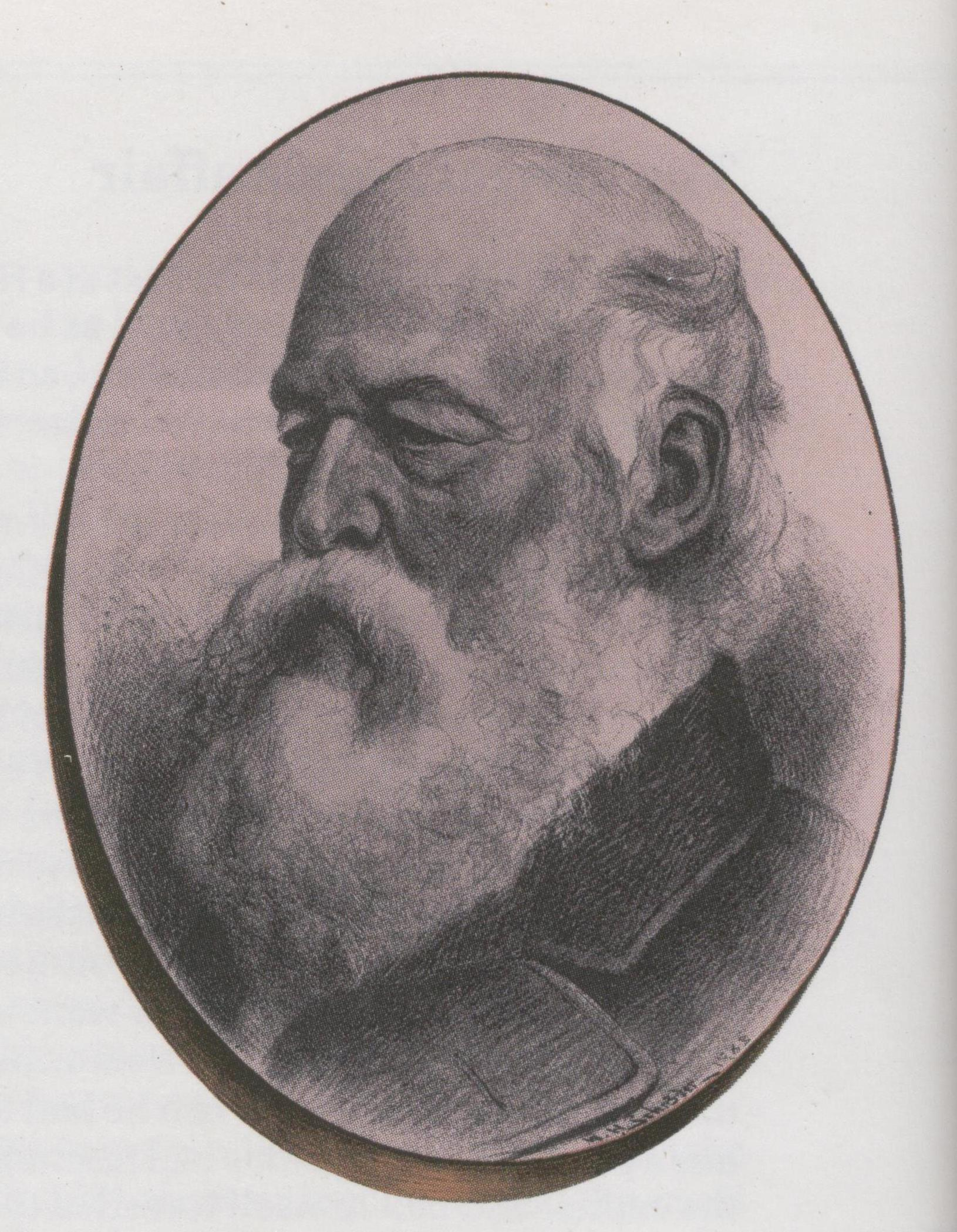
Kap-Premierminister John Molteno
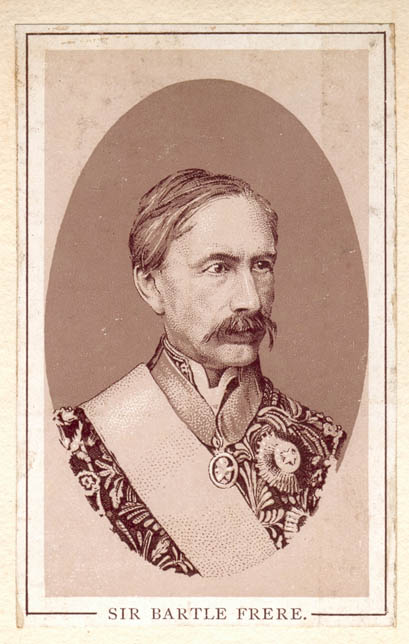
Henry Bartle Frere

Der Neunte und letzte Grenzkrieg, auch als Fengu-Gcaleka-Krieg oder Ngcayechibis Krieg (nach dem lokalen Oberhaupt, auf dessen Fest der erste Kampf ausbrach) bezeichnet, dauerte von 1877 bis 1879.
Die Kapkolonie hatte eine teilweise Unabhängigkeit vom britischen Mutterland erhalten. Durch ein Klassenwahlrecht und die Anerkennung der Landrechte von Afrikanern hatten diese zusätzliche Einflussmöglichkeiten gewonnen, so dass es eine lange Friedensperiode gab. Die Grenzpatrouillen der Kapkolonie wurden von Menschen unterschiedlicher Bevölkerungsteile, Buren, Mfengu, Khoikhoi und britischen Siedlern, durchgeführt. Die britische Regierung wollte jedoch ihre Kontrolle im südlichen Afrika ausweiten und wünschte die Gründung einer Konföderation unter ihrer Führung. Dazu mussten die verbliebenen Staaten der Schwarzen erobert werden. Die Behörden der Kapkolonie lehnten den Plan ab. Östlich der Kapkolonie befand sich das unabhängige Gcqalekaland. Mitte der 1870er Jahre kam es zu erneuten Dürren, deren Ausmaß bis 1877 zunahm. In der Folge nahmen die Spannungen zwischen Mfengu, Thembu und Gcaleka zu.
Im September 1877 reiste Gouverneur Henry Bartle Frere zur Ostgrenze. Sein Plan einer Konföderation war soeben von der Regierung der Kapkolonie zurückgewiesen worden. Er sprach radikale Siedler an und streute Gerüchte von einer bevorstehenden Invasion durch Xhosa. Im selben Monat begann der Krieg mit einem Stockkampf zwischen Gcaleka und Mfengu auf einer Hochzeitsfeier. Am selben Tag griffen einige Gcaleka einen Polizeiposten der Kapkolonie an, an dem vor allem Mfengu Dienst hatten. Frere nutzte diesen Zwischenfall als Vorwand, Gcalekaland anzugreifen. Er zitierte Sarhili zu sich. Als dieser sich weigerte, erklärte Frere ihn für abgesetzt und rief den Krieg gegen sein Land aus.
Sarhili, der von kriegswilligen Xhosa unter Druck gesetzt wurde, mobilisierte seine Truppen und ließ sie zur Grenze marschieren. Der Premierminister der Kapkolonie, John Molteno, wollte den Konflikt als lokales Problem sehen. Er erreichte in zähen Verhandlungen, dass die Truppen des britischen Empire sich nicht einmischen würden. Der eigentliche Krieg begann am 29. September 1877, als rund 8000 Gcaleka-Soldaten einen Polizeiposten bei Ibeka nahe der Grenze angriffen. Nach einem heftigen Schusswechsel zerstreute die Grenzpolizei die Truppen der Gcaleka. In der Folge wurden aber weitere Posten angegriffen. Der Kapkolonie gelang es weiterhin, die britischen Truppen zurückzuhalten. Molteno stationierte nun Gruppen von Buren, Thembu und Mfengu im Kampfgebiet. Sie besiegten die Gcaleka und verfolgten sie ostwärts in drei Kolonnen bis nach Gcalekaland hinein. Sie hielten erst im neutralen Bomvanaland an. Nach drei Wochen war der Krieg beendet. Die Kommandos wurden zurückgerufen, da eine Eroberung des Landes nicht vorgesehen war.
Während des Vorstoßes nach Gcalekaland hatte Frere in King William’s Town einen Kriegsrat gegründet, um den Krieg zu lenken. Zwei Minister Moltenos vertraten die Interessen der Kapkolonie. Frere versuchte weiterhin, die Kontrolle über das Kriegsgeschehen zu erhalten und Gcalekaland zu annektieren. Moltenos Vertreter hielten die britischen Truppen für langsam und unfähig, den Krieg zu führen.
Die zweite Phase des Krieges begann, als Frere die Entwaffnung aller Schwarzen, auch der Soldaten, in der Kapkolonie befahl. Dies führte zu heftigen Protesten; viele Soldaten desertierten. Der britische Vertreter Cunynghame geriet in Panik und ließ ganz Britisch-Kaffraria von seinen Truppen umstellen. Die Regierung der Kapkolonie forderte die britische Regierung auf, Cunynghame zu entlassen und die nach Hautfarben unterscheidende Entwaffnung zurückzunehmen. Frere weigerte sich jedoch und brachte weitere britische Truppen in das Gebiet, die er in Gcalekaland einmarschieren ließ, um Raum für weiße Siedler zu schaffen. Anfangs wollten die Briten die erfolgreiche Strategie der Kaptruppen imitieren. Sie teilten sich ebenfalls in drei Kolonnen auf, verloren aber die Orientierung. Sie konnten die verstreuten Gcaleka nicht finden. Die Gcaleka vereinten sich und gelangten an den britischen Truppen vorbei in die Kapkolonie, wo sie von Sandile und seinen Ngqika unterstützt wurden. Städte der Mfengu und andere Grenzsiedlungen wurden in Brand gesetzt und Nachschublinien durchtrennt.
Bis dahin hatte Molteno versucht, auf diplomatischem Wege die Belange der Kapkolonie durchzusetzen. Nun aber zog er zur umkämpften Ostgrenze und verlangte, den Krieg mit eigenen Truppen fortsetzen zu können. Frere setzte daraufhin die Kapregierung ab, so dass Großbritannien erneut die direkte Herrschaft übernehmen konnte. Die britischen Truppen blieben weiterhin ineffektiv; die Bevölkerung der Grenzregion floh in die Forts. Frere hatte jedoch Zugriff auf die Milizen und Mfengu-Regimenter der ehemaligen Kapregierung. Unter ihrem Kommandeur Veldman Bikitsha besiegten sie die Gcaleka am 13. Januar 1878 nahe Nyumaxa. Die britischen Truppen assistierten, konnten aber auch nach dem Sieg wenig ausrichten. Eine weitere Xhosa-Attacke am 7. Februar 1878, die „Schlacht von Kentani“, konnte nur mit Hilfe der Mfengu und der lokalen Milizen abgewehrt werden. Die kriegsmüden Gcaleka zogen sich schließlich zurück, während Sandiles Truppen weiterfochten. Sie zogen in die Amathole-Berge und begannen einen Guerillakrieg. Inzwischen hatte Generalleutnant Frederic Thesiger Cunynghame abgelöst.
Im März 1878 drangen britische Truppen in die Amathole-Berge ein, um Sandiles Soldaten zu besiegen. Dabei hatten sie allerdings mit mangelnder Ortskenntnis und ungünstigen taktischen Entscheidungen zu kämpfen. Die Buren und Mfengu griffen vorerst nicht ein. Schließlich nutzten die Briten die Strategie, welche die örtlichen Truppen empfohlen hatten. So wurde das große Gebiet in elf Militärprovinzen mit je einer Reiter-Garnison unterteilt. Flüchtende Ngqika konnten so leichter verfolgt werden. Die Talausgänge wurden befestigt. Aufgrund des kontinuierlichen Drucks ergaben sich Sandiles Truppen schnell. Sandile floh in das Tal des Great Fish River, wo er von einem Mfengu-Kommando gestellt wurde. Durch einen Querschläger wurde er getötet; den überlebenden Rebellen wurde Amnestie gewährt.
Mit dem Neunten Grenzkrieg endete auch die Existenz des letzten unabhängigen Xhosastaates, Gcalekaland, das nun als britisches Gebiet verwaltet wurde.

## Nachwirkungen
Frere wandte 1879 dieselben Taktiken an, um die Zulu im Zulukrieg zu unterwerfen. In den nächsten 20 Jahren gab es weitere „Konföderationskriege“ zur Schaffung eines britischen südlichen Afrikas, obwohl der Plan mit der Entlassung Freres 1880 offiziell für nichtig erklärt worden war. Mit dem Zweiten Burenkrieg war das Ziel schließlich erreicht.
1966 gründeten politische Gefangene auf der Gefängnisinsel Robben Island die Makana Football Association, benannt nach dem Xhosa-Krieger aus dem Fünften Grenzkrieg. Die Gemeinde um Grahamstown wurden nach dem Ende der Apartheid ebenfalls Makana genannt. Das Schlachtfeld bei Grahamstown ist heute noch als Place of Egazini bekannt („Ort des Blutes“). Dort wurde ein Denkmal für die gefallenen Xhosa-Soldaten errichtet.